# La Presita del Sauz de Cieneguilla
La Presita del Sauz de Cieneguilla är en ort i Mexiko.   Den ligger i kommunen Cuerámaro och delstaten Guanajuato, i den centrala delen av landet, 300 km väster om huvudstaden Mexico City. La Presita del Sauz de Cieneguilla ligger 1 735 meter över havet och antalet invånare är 365.
Terrängen runt La Presita del Sauz de Cieneguilla är platt åt nordost, men åt sydväst är den kuperad. Runt La Presita del Sauz de Cieneguilla är det ganska tätbefolkat, med 72 invånare per kvadratkilometer. Närmaste större samhälle är Cuerámaro, 1,5 km norr om La Presita del Sauz de Cieneguilla. I omgivningarna runt La Presita del Sauz de Cieneguilla växer huvudsakligen savannskog.